# کاپا¹ مرغ بهشتی
کاپا¹ مرغ بهشتی یک ستاره است که در صورت فلکی مرغ بهشتی قرار دارد.